# Puiseux-en-Bray
Pour les articles homonymes, voir Puiseux.
Puiseux-en-Bray est une commune française située dans le département de l'Oise en région Hauts-de-France.

## Géographie

### Communes limitrophes
| Saint-Pierre-es-Champs |                 | Saint-Germer-de-Fly     |
|                        | Puiseux-en-Bray | Le Coudray-Saint-Germer |
| Talmontiers            | Lalande-en-Son  |                         |

### Hydrographie
La commune est située dans le bassin Seine-Normandie. Elle n'est drainée par aucun cours d'eau,.

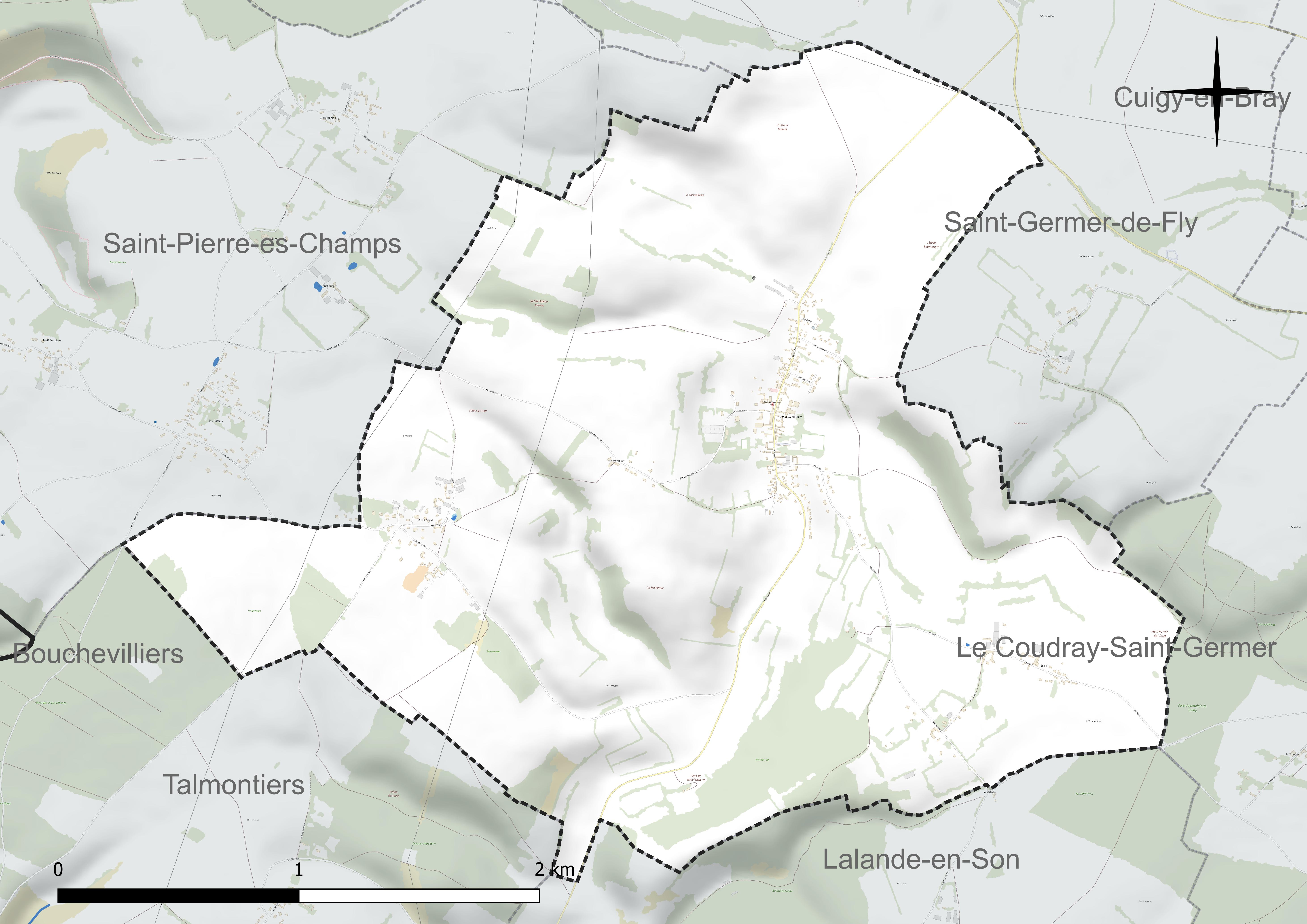
Réseau hydrographique de Puiseux-en-Bray.

### Climat
Pour des articles plus généraux, voir Climat des Hauts-de-France et Climat de l'Oise.
En 2010, le climat de la commune est de type climat océanique dégradé des plaines du Centre et du Nord, selon une étude du CNRS s'appuyant sur une série de données couvrant la période 1971-2000. En 2020, Météo-France publie une typologie des climats de la France métropolitaine dans laquelle la commune est exposée à un climat océanique et est dans la région climatique  Sud-ouest du bassin Parisien, caractérisée par une faible pluviométrie, notamment au printemps (120 à 150 mm) et un hiver froid (3,5 °C). 
Pour la période 1971-2000, la température annuelle moyenne est de 10,1 °C, avec une amplitude thermique annuelle de 13,7 °C. Le cumul annuel moyen de précipitations est de 806 mm, avec 12 jours de précipitations en janvier et 8,6 jours en juillet. Pour la période 1991-2020, la température moyenne annuelle observée sur la station météorologique la plus proche, située sur la commune de Jaméricourt à 14 km à vol d'oiseau, est de 11,0 °C et le cumul annuel moyen de précipitations est de 695,7 mm,. Pour l'avenir, les paramètres climatiques de la commune estimés pour 2050 selon différents scénarios d'émission de gaz à effet de serre sont consultables sur un site dédié publié par Météo-France en novembre 2022.

## Urbanisme

### Typologie
Au 1er janvier 2024, Puiseux-en-Bray est catégorisée commune rurale à habitat dispersé, selon la nouvelle grille communale de densité à sept niveaux définie par l'Insee en 2022.
Elle est située hors unité urbaine. Par ailleurs la commune fait partie de l'aire d'attraction de Paris, dont elle est une commune de la couronne,. 

### Occupation des sols
L'occupation des sols de la commune, telle qu'elle ressort de la base de données européenne d'occupation biophysique des sols Corine Land Cover (CLC), est marquée par l'importance des territoires agricoles (92,1 % en 2018), en augmentation par rapport à 1990 (89,6 %). La répartition détaillée en 2018 est la suivante : 
terres arables (54,1 %), prairies (33,2 %), zones agricoles hétérogènes (4,8 %), forêts (4,8 %), zones urbanisées (3,1 %). L'évolution de l'occupation des sols de la commune et de ses infrastructures peut être observée sur les différentes représentations cartographiques du territoire : la carte de Cassini (XVIIIe siècle), la carte d'état-major (1820-1866) et les cartes ou photos aériennes de l'IGN pour la période actuelle (1950 à aujourd'hui).

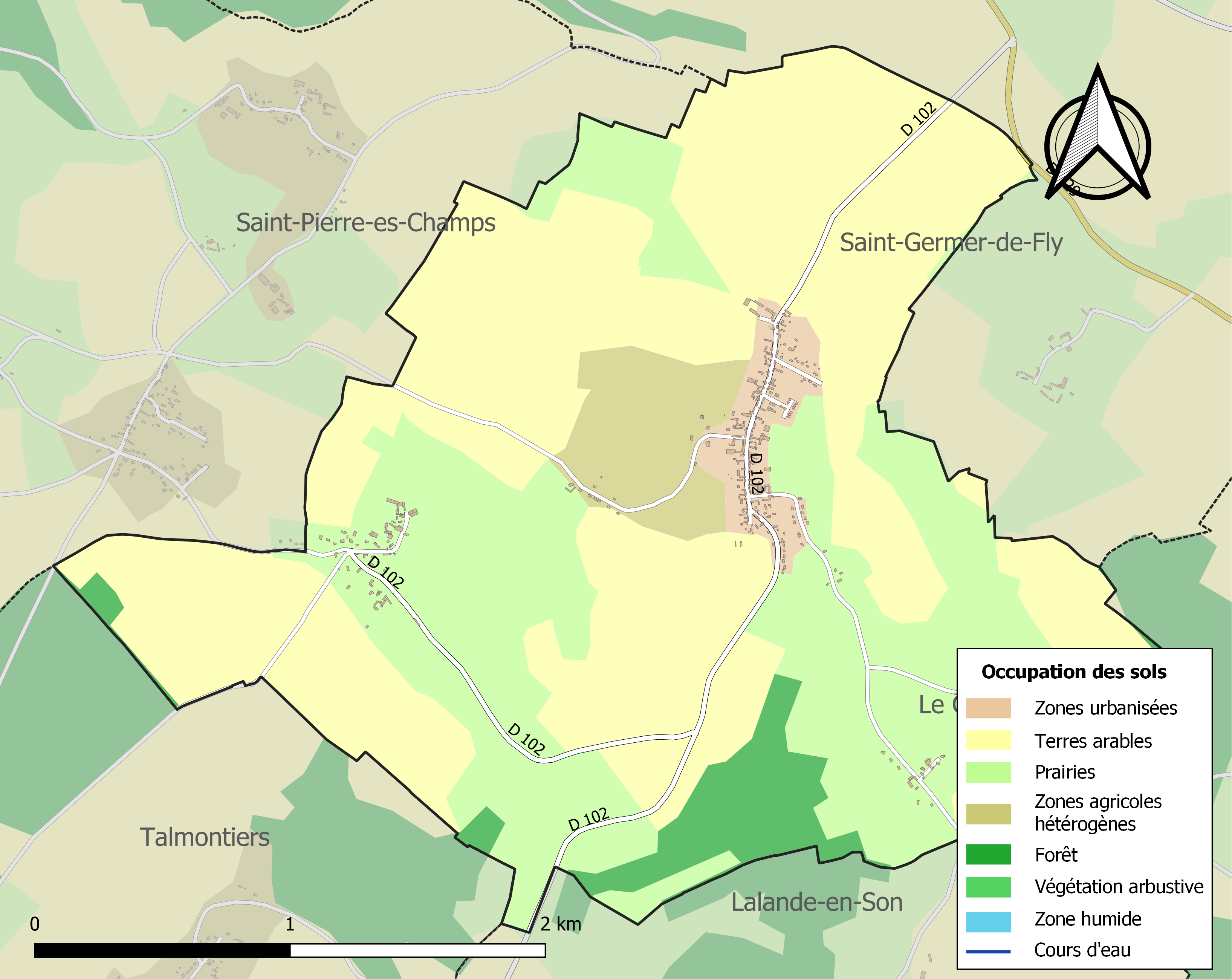
Carte des infrastructures et de l'occupation des sols de la commune en 2018 (CLC).

### Voies de communication et transports
La commune est desservie, en 2023, par les lignes 618, 6102, 6123 et 6149 du réseau interurbain de l'Oise.

## Toponymie
Le nom de la localité est attesté sous les formes Puteoli (1148) ; mons Putealarum villa puteolorum (1152) ; Puteolum (1152) ; Puteolos (vers 1200) ; Puteoloe in Brayo (1235) ; Puteolae in Braïo (1235) ; villa de Puteolis (1300) ; Puisseaux (1304) ; Putheolis (1304) ; Puiseulx (1310) ; Pisieux (vers 1400) ; Puizeux en Bray (1405) ; Puisieux (1410) ; Puisseux en Braye (vers 1480) ; Piseux en Bray (vers 1480) ; Puiseux en Bray (1530) ; eccl. de Puisieux (XVIe) ; Piseux (1667) ; Puiseux en Brai (XVIIe).

Du latin puteus, « trou, fosse », « gouffre, fosse très profonde », « puits d'eau vive » ou même « puits de mine » et du diminutif -eolum. Son sens s'est ensuite étendu au « trou creusé pour atteindre une nappe d'eau souterraine »[réf. nécessaire].
Le pays de Bray est une région naturelle de France du Nord-Ouest de la France. À cheval sur les départements de Seine-Maritime et de l'Oise

## Politique et administration
| Période                                  | Période                   | Identité             | Étiquette | Qualité                                                                       |
| ---------------------------------------- | ------------------------- | -------------------- | --------- | ----------------------------------------------------------------------------- |
| Les données manquantes sont à compléter. |                           |                      |           |                                                                               |
| juin 1995                                | 19 septembre 2013         | Michel Petel         |           | Décédé en fonction                                                            |
| 2013                                     | 2014                      | Josiane Lourtil      |           |                                                                               |
| 2014                                     | En cours (au 27 mai 2020) | Jean-François Moisan |           | Maître de conférences à la faculté de Nanterre Réélu pour le mandat 2020-2026 |

## Population et société

### Démographie

#### Évolution démographique
L'évolution du nombre d'habitants est connue à travers les recensements de la population effectués dans la commune depuis 1793. Pour les communes de moins de 10 000 habitants, une enquête de recensement portant sur toute la population est réalisée tous les cinq ans, les populations de référence des années intermédiaires étant quant à elles estimées par interpolation ou extrapolation. Pour la commune, le premier recensement exhaustif entrant dans le cadre du nouveau dispositif a été réalisé en 2006.

En 2022, la commune comptait 397 habitants, en évolution de −6,37 % par rapport à 2016 (Oise : +0,87 %, France hors Mayotte : +2,11 %).
| 1793 | 1800 | 1806 | 1821 | 1831 | 1836 | 1841 | 1846 | 1851 |
| ---- | ---- | ---- | ---- | ---- | ---- | ---- | ---- | ---- |
| 435  | 467  | 491  | 418  | 464  | 449  | 446  | 447  | 433  |

| 1856 | 1861 | 1866 | 1872 | 1876 | 1881 | 1886 | 1891 | 1896 |
| ---- | ---- | ---- | ---- | ---- | ---- | ---- | ---- | ---- |
| 409  | 408  | 411  | 387  | 400  | 333  | 317  | 339  | 324  |

| 1901 | 1906 | 1911 | 1921 | 1926 | 1931 | 1936 | 1946 | 1954 |
| ---- | ---- | ---- | ---- | ---- | ---- | ---- | ---- | ---- |
| 311  | 271  | 266  | 254  | 254  | 240  | 236  | 246  | 239  |

| 1962 | 1968 | 1975 | 1982 | 1990 | 1999 | 2006 | 2011 | 2016 |
| ---- | ---- | ---- | ---- | ---- | ---- | ---- | ---- | ---- |
| 238  | 198  | 177  | 205  | 237  | 339  | 399  | 416  | 424  |

| 2021 | 2022 | - | - | - | - | - | - | - |
| ---- | ---- | - | - | - | - | - | - | - |
| 402  | 397  | - | - | - | - | - | - | - |

#### Pyramide des âges
La population de la commune est relativement jeune.
En 2018, le taux de personnes d'un âge inférieur à 30 ans s'élève à 34,9 %, soit en dessous de la moyenne départementale (37,3 %). À l'inverse, le taux de personnes d'âge supérieur à 60 ans est de 24,3 % la même année, alors qu'il est de 22,8 % au niveau départemental.
En 2018, la commune comptait 203 hommes pour 212 femmes, soit un taux de 51,08 % de femmes, légèrement inférieur au taux départemental (51,11 %).
Les pyramides des âges de la commune et du département s'établissent comme suit.
| Hommes | Classe d’âge | Femmes |
| ------ | ------------ | ------ |
| 0,0    | 90 ou +      | 0,0    |
| 2,0    | 75-89 ans    | 5,3    |
| 20,2   | 60-74 ans    | 20,9   |
| 24,2   | 45-59 ans    | 18,2   |
| 18,3   | 30-44 ans    | 21,1   |
| 12,8   | 15-29 ans    | 10,6   |
| 22,5   | 0-14 ans     | 24,0   |

| Hommes | Classe d’âge | Femmes |
| ------ | ------------ | ------ |
| 0,5    | 90 ou +      | 1,4    |
| 5,5    | 75-89 ans    | 7,6    |
| 15,6   | 60-74 ans    | 16,3   |
| 20,8   | 45-59 ans    | 20     |
| 19,4   | 30-44 ans    | 19,4   |
| 17,6   | 15-29 ans    | 16,2   |
| 20,6   | 0-14 ans     | 19,1   |

## Culture locale et patrimoine

### Lieux et monuments

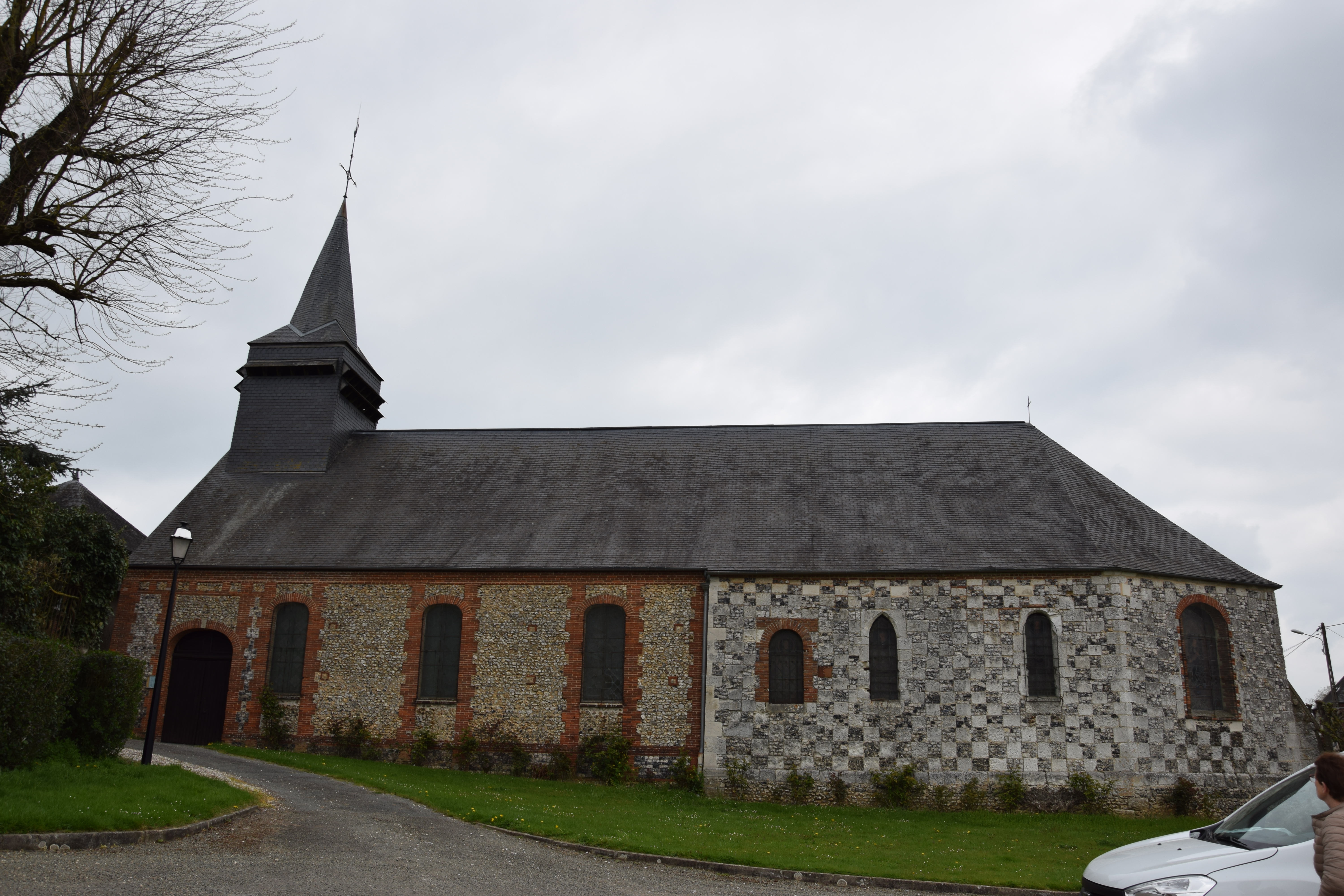
L'église.

L'église Saint-Pierre-et-Saint-Paul.